# Charles Martinet
Charles Andre Martinet (São José, 17 de setembro de 1955) é um ex-dublador e ator estadunidense, melhor conhecido pela sua dublagem como o personagem Mario, a estrela principal da franquia de mesmo nome da Nintendo. Ele tem mantido este papel desde 1995, por mais tempo que qualquer outro ator do personagem. Ele também dubla Luigi, Wario, Waluigi, Toad, Baby Mario, Baby Luigi, Baby Wario e uma seleção de alguns outros personagens, todos da mesma série. Em 2011 ele fez a voz do Personagem Parthurnaax, em The Elder Scrolls V: Skyrim. Charles Martinet era fã de Lou Albano, já que este foi um dos motivos de Charles Martinet ser contratado a ser o dublador do Mario nos jogos desde 1997, Mario não tem voz em SM64 Japonese. 
Em agosto de 2023, a Nintendo anunciou que Charles Martinet se aposentaria da posição de dublador do Mario e se tornaria "Embaixador do Mario". A posição de Embaixador do Mario consiste em ser um representante do personagem e viajar pelo mundo, interagindo com fãs. O dublador Kevin Afghani sucedeu Martinet no jogo Super Mario Bros. Wonder em outubro de 2023.